# Red Jacket

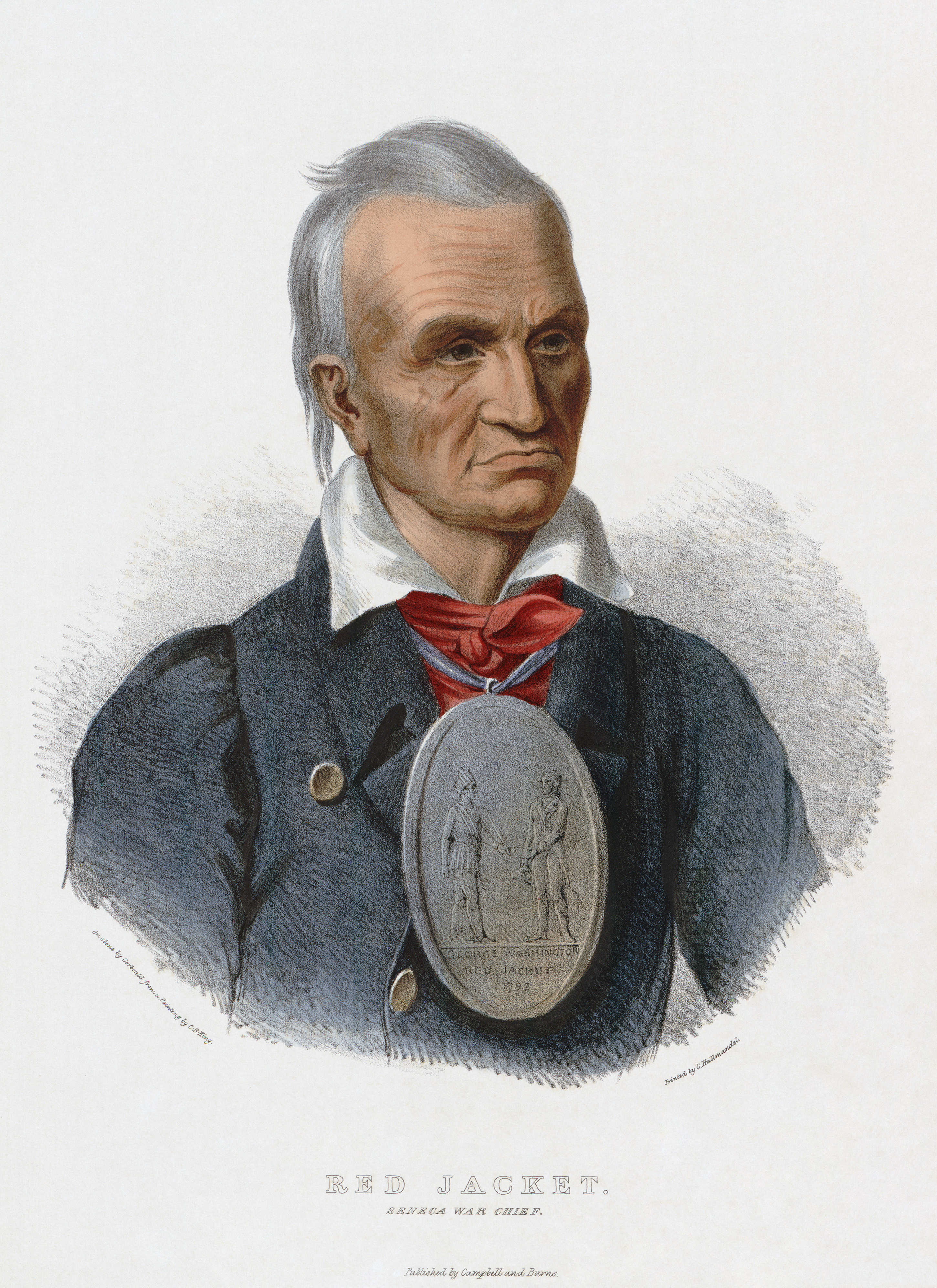
Seneca-Kriegshäuptling Red Jacket, Lithographie von Henry Corbould, Druck bei Charles Joseph Hullmandel, London, nach einem Gemälde von C. B. King

Red Jacket (deutsch: Rotrock; * um 1750 bei Geneva, New York; † 20. Januar 1830 vermutlich in Buffalo) war ein indianischer Häuptling der Seneca und begabter Redner. In seiner Jugend war er unter dem Namen Otetiani bekannt, und nach 1780 auch als Segoyewatha. Er lebte den Großteil seines Lebens im Senecagebiet im Tal des Genesee River. Obwohl der sich oft mit dem Häuptling der Mohawk Joseph Brant bei den Ratsversammlungen im Langhaus traf, waren sie erbitterte Gegner und Rivalen.
Zusammen mit Cornplanter und fünfzig weiteren Irokesen verkaufte er den größten Teil des Senecagebiets im Westen New Yorks für 100.000 Dollar an Robert Morris. Zunächst hatte er sich bemüht, den Verkauf zu verhindern, es gelang ihm jedoch nicht, die anderen Irokesen zu überzeugen. Deshalb gab er seinen Widerstand auf. Der Verkauf fand 1797 bei Big Tree (Großer Baum), heute Geneseo, New York, statt. Morris bestach dabei die Beteiligten mit großen Mengen Alkohol und Schmuck für die Irokesenfrauen. Morris hatte das Gebiet zuvor von Massachusetts unter der Bedingung erworben, dass er auch eine Genehmigung durch die Seneca erwerbe. Danach verkaufte er alles mit Ausnahme der Morris Reserve bei Rochester, New York, an die Holland-Landgesellschaft.
Den Namen Red Jacket nahm er, neben weiteren Namen, an, als er eine von ihm sehr geliebte, reichgeschmückte Uniformjacke von den Briten für seine Verdienste während des Amerikanischen Unabhängigkeitskrieges geschenkt bekam. Die Seneca hatten während dieses Konflikts auf der Seite der Briten gekämpft und waren mit unterlegen. Im Britisch-Amerikanischen Krieg von 1812 unterstützte Red Jacket die Amerikaner.

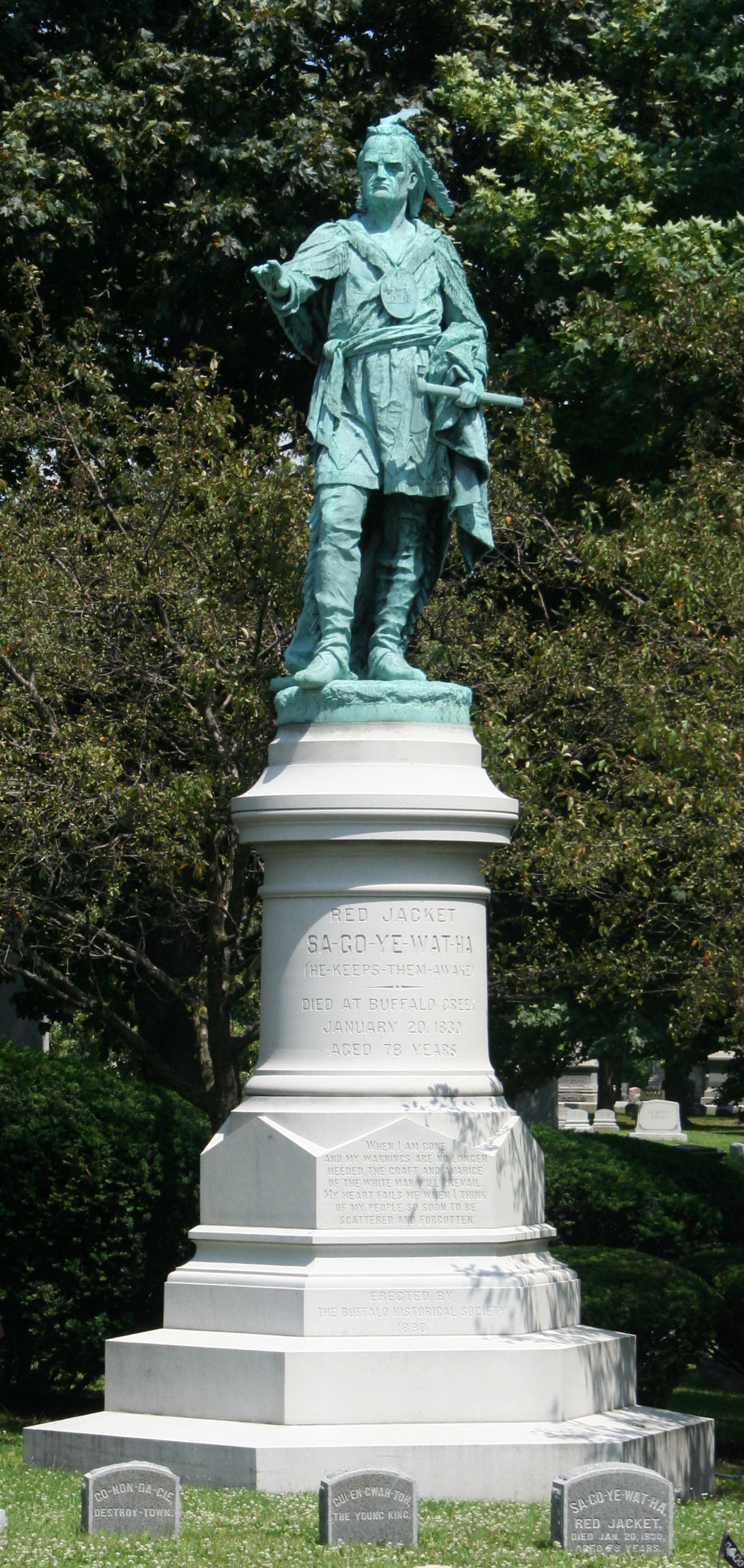
Ehrenmal für Red Jacket im Forest Lawn Cemetery in Buffalo.

Red Jacket war bekannt für seine Begabung als Redenschreiber. Sein anderer Name Segoyewatha bedeutet übersetzt in etwa Der sie wach hält. Sein bekanntestes Werk ist die Erwiderung auf eine Anfrage des neuenglischen Missionars Cram, der 1805 um die Erlaubnis gebeten hatte, im Stammesgebiet der Seneca zu missionieren. In der Erwiderung trat Red Jacket als Apologet der indianischen Religion auf.
Red Jacket hatte ein Alkoholproblem und bedauerte zutiefst, mit dem Trinken angefangen zu haben. Eine Dame fragte ihn einmal, ob er Kinder habe. Er hatte die meisten seiner Kinder durch Krankheiten verloren, und so erwiderte er betrübt:
Red Jacket war einmal ein großer Mann und stand in der Gunst des Großen Geistes. Er war eine hochaufgeschossene Kiefer unter vielen kleineren Bäumen des Waldes. Doch nach vielen Jahren des Ruhmes entwertete er sich selbst, indem er das Feuerwasser des weißen Mannes trank. Der Große Geist hat in Zorn auf ihn herabgeblickt, und sein Blitz die Kiefer von ihren Zweigen entblößt.
In seinen späteren Jahren lebte er in Buffalo, New York. Red Jackets Grab und Ehrenmal befinden sich auf dem Buffalo Forest Lawn Cemetery. Ein Schlafgebäude der Universität von Buffalo ist nach ihm benannt.